# Nogometni klub Sesvete
Il Nogometni klub Sesvete, conosciuto semplicemente come Sesvete, è una squadra di calcio dell'omonimo quartiere di Zagabria, la capitale della Croazia.

## Storia
Il club viene fondato nel 1941 come Radnik (lavoratore) e viene ufficialmente registrato nel 1945. Negli anni della Jugoslavia socialista milita sempre nei campionati minori della zona di Zagabria. Nell'aprile 1994 una esplosione nel deposito militare "Duboki Jarak", che si trova nei pressi della sede del Radnik, incendia stadio, campo e spogliatoi; il club, impossibilitato a continuare le competizioni, cessa l'attività.
11 anni dopo, nel 2005, un gruppo di ex calciatori ed appassionati si occupa della rinascita del club. Col pieno sostegno dei dirigenti della Zagrebački nogometni savez (la federazione regionale di Zagabria) e del consiglio distrettuale di Sesvete, alla fine dell'anno viene convocata l'assemblea fondatrice del club, si adotta il nuovo statuto e vengono eletti i membri del direttivo.
La squadra inanella 5 promozioni in fila ed approda in Druga HNL; nella stagione 2012–13 si piazza all'undicesimo posto (che lo condannerebbe alla retrocessione), ma si salva grazie al fallimento del Vinogradar che libera il posto.
L'8 luglio 2013, l'assemblea del club cambia il nome da NK Radnik a NK Sesvete e viene presentato al pubblico il nuovo stemma.
Nella stagione 2014–15 il secondo posto dà l'accesso al play-off contro l'Istria 1961 per un posto in 1. liga 2015–16, ma il rifiuto del Sesvete a lasciare il proprio stadio (privo dei requisiti per la massima divisione) per andare allo Stadio Maksimir (casa della Dinamo Zagabria) fa annullare lo spareggio.

## Palmarès

### Competizioni nazionali
- Druga nogometna liga: 1

2022-2023
- Treća HNL: 1

2010-2011 (girone Ovest)

## Strutture

### Stadio

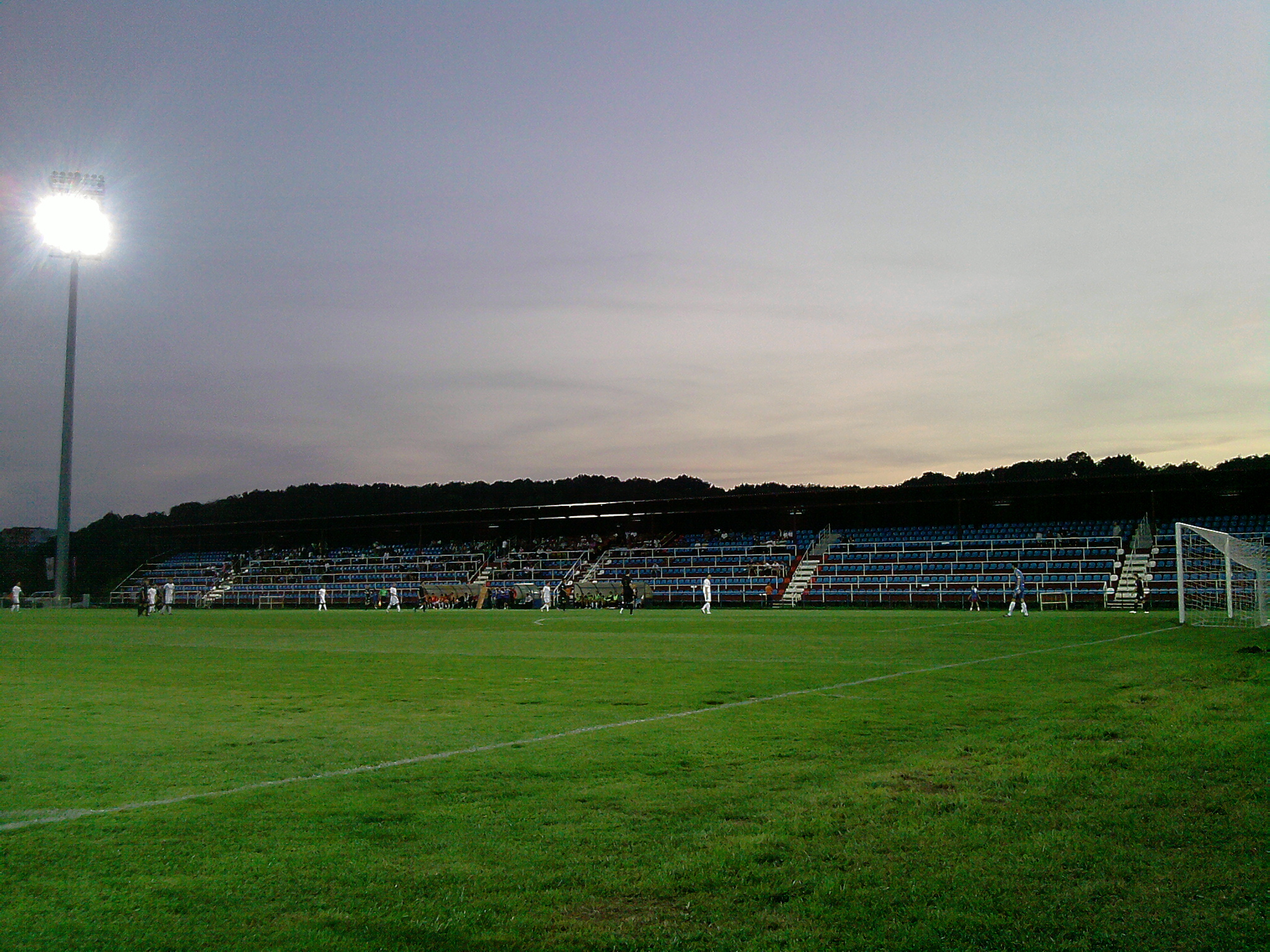
Stadion ŠRC Sesvete

Il NK Sesvete disputa le partite casalinghe allo Stadion ŠRC Sesvete (ŠRC sta per Športsko-rekreacijski centar, centro sport-ricreativo), un impianto da 3500 posti..
Lo stadio era utilizzato anche dal Croatia Sesvete, ma nella stagione nella massima divisione ha dovuto utilizzare lo Stadion ŠRC Kamen-Ingrad di Velika e lo Stadion Kranjčevićeva di Zagabria, dato che lo Stadion ŠRC Sesvete non soddisfaceva i requisiti della HNS.
Il piano è di migliorare gli stand esistenti e costruirne di nuovi coperti, l'installazione dell'impianto di illuminazione, la costruzione di uno spogliatoio, gli spazi degli arbitri ed i controlli antidoping. Una volta completati questi lavori, lo Stadion ŠRC Sesvete aumenterà la capienza a circa 10000 spettatori, di cui 5000 al coperto.